# Nicolas Ullmann
Pour les articles homonymes, voir Ullmann.
Nicolas Ullmann, né le 2 mai 1977 à Paris est un acteur et un DJ français.

## Biographie
Fils d'avocats, un frère militaire et un oncle ingénieur du son, il se travestit en femme et suit trois cours de comédie : le FACT, Franco-Américain Cinéma-Théâtre, le Cours de mémoire sensorielle et d'improvisations et l'école de théâtre de Raymond Acquaviva, de la Comédie Française.
Proche de l'animatrice Daphné Bürki et du musicien, Adan Jodorowsky, il est successivement physionomiste du Baron, intervenant du Paris 'Paris, directeur artistique du Bus Palladium, propriétaire de la Maison Muller et du Rosie.
Il apparaît, dans une pastille pour Yahoo, en sosie de Sacha Baron Cohen, Gaspard Augé et Sébastien Tellier au Festival de Cannes.
En 2016, il intervient dans l'émission Polonium, de Natacha Polony,.
En 2023, il fait une brève apparition dans la saison 3 de la série Emily à Paris.

### Vie personnelle
Il a été successivement en couple avec les actrices Doria Tillier, en 2013, et Lola Dewaere, en 2014.

## Filmographie

### Cinéma

#### Longs métrages
- 1997 : Tempête dans un verre d'eau de Srinath Samarasinghe
- 2000 : Old School : Desmoulins / concessionnaire / pêcheur
- 2000 : Rien sur Robert : de Pascal Bonitzer
- 2002 : Les Araignées de la nuit
- 2003 : Junior suite : de Thomas Pied
- 2004 : Qui perd gagne ! de Laurent Bénégui
- 2005 : Tu vas rire, mais je te quitte
- 2007 : Où avais-je la tête ? : de Nathalie Donini
- 2008 : Augen wie sterne : de Lars Knornn
- 2010 : Opération 118 318, sévices clients : Ricky et Dunod
- 2011 : Hotel du Paradis : de Claude Berne
- 2011 : Silhouettes : Yvan
- 2012 : Comme un chef : chef de salle Ampousie
- 2013 : Tom le cancre : de Manuel Pradal
- 2014 : Sous les jupes des filles : de Audrey Dana
- 2018 : Les Dents, pipi et au lit d'Emmanuel Gillibert
- 2020 : Une sirène à Paris de Mathias Malzieu

#### Courts métrages
- 2001 : Les Résultats du bac : Loïc
- 2010 : Le Tocard de la fac : Scotty
- 2010 : Hot Hell : Mme Varech Lover
- 2012 : L'Amour à contrechamp
- 2013 : Merci beaucoup Bradley Cooper : Michel Zanetti
- 2014 : Déconnexion : Théo
- 2014 : Je suis un écho : psy

### Télévision
- 2001 : Jalousie : Camille
- 2001 : L'Interpellation : le deuxième médecin
- 2002 : L'Été rouge : Maurice
- 2002 : Les Enquêtes d'Éloïse Rome : homme I J
- 2005 : Faites comme chez vous: beau jeune homme
- 2012 : True Love : Eddie
- 2013 : La Croisière : serveur
- 2014 : Fais pas ci, fais pas ça (saison 7 épisode 4) : l'ingénieur du son
- 2014 : Alice Island: de Jérôme Attal et Franck Guérin
- 2022 : Emily in Paris

### Clips
- Perfect Idiots: « Flying saucer »
- Hotel Cosmann: « The idiot song »
- Perfect Idiots: « Lemmy »
- Pascal Mono:  » Au bord de la mer »
- Isa Somparé : « Comment tu m'vois »
- « Happy for Charity »
- Mademoiselle K, « Jouer dehors » réalisé par Rodolphe Pauly:
- Junesex, « Are you gonna dance », d'Eric Dahan, B.O de « LOL »
- Tom Poisson, « Trapeziste »:
- Rock you tonight
- Clarika, Ne me demande pas de Rodolphe Pauly
- Loredana, Rain Rain de Julien Rocher et Pitof
- Hey Gravity, Risen de David Low
- Bazbaz, Con d'homme de Myrtille Moniot
- Arthur H, « Ma dernière nuit à New York city »
- Adrienne Pauly, J’veux un mec réalisé par Philippe Gautier
- Adrienne Pauly, La Fille au Prisunic, de Marco Pauly
- Eddy Mitchell, Ma Nouvelle Orleans, de par Rodolphe Pauly
- Oxmo Puccino, Hé Ouais, de Laurent Thessier et Christian Beuchet
- Charlotte Marin, Desperado, de Régis Raffin
- Mayane (Aurélie Saada de « Brigitte)
- Tahiti 80, All around, de Romain Chassaing
- Snake Eyes, de Nikola Acin et Yarol Poupaud
- Heartbreak Hotel, de Myrtille Moniot, avec Audrey Marnay
- Le Recyclé, de R.wan

### Internet
- 2009 : L.A. Project[14]
- 2015 : Mortus Corporatus[15]

### Costumes
- 2001 : La Bête de miséricorde